# Deutsches Museum
El Deutsches Museum (nom oficial: Deutsches Museum von Meisterwerken der Naturwissenschaft und Technik o en català Museu de la Tècnica Alemanya) a Múnic és el museu de tècnica i ciència més gran del món. Hi ha prop de 28.000 objectes de 50 àmbits de les ciències de la naturalesa i la tecnologia, on és visitat per prop d'1,5 milions de visitants a l'any.
El museu és també un Institut de dret públic. Forma part com a institut d'investigació de la Leibniz-Gemeinschaft.

## Horaris d'Atenció
Diari:  de 9:00 a 17:00
Regne dels nens:  de 9:00 a 16:30
Tancat:  1 de gener, dimarts de Carnestoltes, Divendres Sant, 1 de maig, 1 de novembre, 24, 25 i 31 de desembre, el segon dimecres de desembre a partir de les 12:00

## Propòsit
El seu propòsit és el de brindar a l'aficionat un accés didàctic a la ciència, enginyeria i tècnica.
Pel que des de la fundació del museu per Oskar von Miller, en cada part del museu es troben objectes interactius amb els visitants, simuladors, pantalles tàctils, punts d'informació i presentacions de fenòmens físics en determinats horaris. Per a aquest fi disposa de mostres destacades que il·lustren el desenvolupament tècnic i científic ressaltant les aportacions d'Alemanya en el desenvolupament humà.

## Fons
En total hi ha més de 18.000 objectes catalogats en 50 categories de la tècnica i les ciències naturals exposades a la seu principal. En els seus fons es troben més de 60.000 objectes i més de 850.000 llibres i textos originals. Els principals temes que aborda són ciències, materials i producció, energia, transport, comunicacions i informació.

## Història
El Deutsches Museum es va fundar el 1903 i va obrir les portes per primera vegada en unes sales provisionals el 1906. L'edifici principal es va inaugurar el 1925 amb un retard de 10 anys. El 1932 va seguir la biblioteca i el 1935 l'edifici de congressos.
Després d'importants destrosses sofertes durant la Segona Guerra Mundial es va reobrir el 1948.
En 1984 s'afegeix una nova sala per aviació i ciències espacials.

### Exposicions permanents

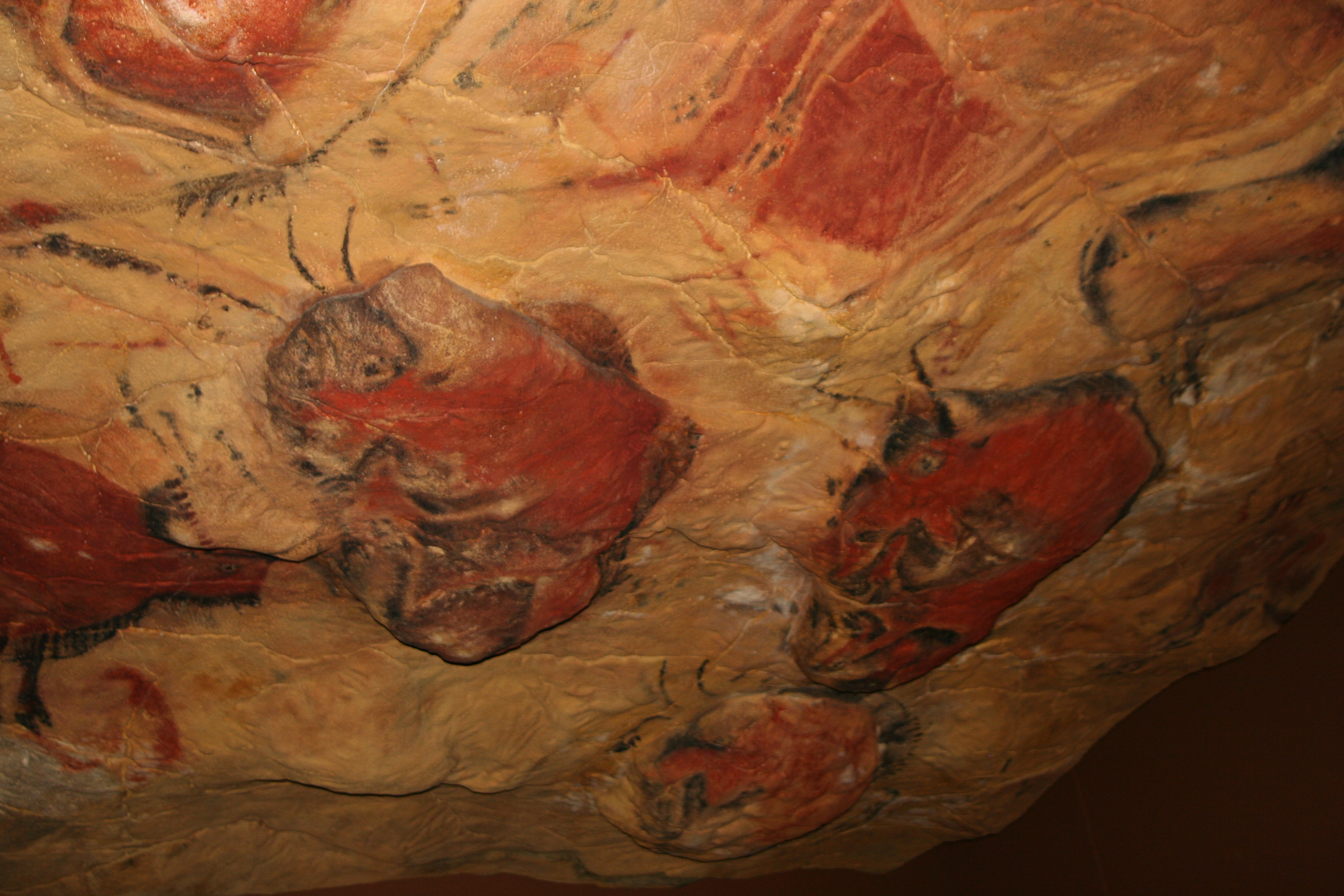
Reproducció de les coves d'Altamira en el "Deutsches Museum".

- Tècnica agrícola i d'aliments (des dels orígens de l'agricultura en el Paleolític fins a l'agricultura industrial del segle XXI)
- Les coves d'Altamira (amb una reproducció de la cova d'Altamira (Espanya). A més s'explica l'art de l'Edat de Pedra)
- Radioaficionats (exposició sobre aquesta part de la telecomunicació fomentada per afeccionats amb objectes de diverses èpoques)
- Astronomia (incloent un observatori)
- Mineria (amb reproduccions de mines i material de mineria de diferents segles)
- Construcció de ponts (reproduccions i models de ponts explicant les principals tècniques emprades)
- Química (exposició dels elements químics, reconstruccions de laboratoris històrics i diversos experiments il·lustratius)
- La impremta (des de la impremta de Gutenberg fins al Desktop publishing)
- El ferrocarril (des de les primeres locomotores a vapor fins als trens de suspensió magnètica amb diversos vehicles originals)
- Tecnologia energètica (explicacions i experiments relacionats amb el tema de l'energia)
- El petroli i el gas natural (desenvolupament històric, prospecció i producció d'aquests recursos naturals)
- El pèndol de Foucault
- La Geodèsia (història i tècniques emprades en el mesurament i reproducció de la Terra)
- El vidre (des dels orígens fins als vidres especials actuals amb la reproducció de forns de vidre)
- La informàtica (des de les calculadores mecàniques fins a la microelectrònica passant per les màquines xifradores ENIGMA de la Segona Guerra Mundial o la Zuse Z3 (reproducció) i Zuse Z4 (original) de 1942-1945))
- La ceràmica (des de la ceràmica prehistòrica fins a les teules protectores dels transbordadors espacials)
- Les carrosses i les bicicletes
- Els motors (destaquen la reconstrucció d'una de les màquines de James Watt de 1788, les turbines de Carl de Laval, el primer motor de 4 temps, els motors de Dièsel i Wankel)
- L'aviació (amb diversos avions des dels models de Lilienthal fins a caces experimentals de la segona guerra mundial)
- Els elements de maquinària
- Mesures i pesos (el desenvolupament històric dels mesuraments i les mesures)
- Gabinet matemàtic (curiositats matemàtiques i il·lusions òptiques)
- Els metalls (les tècniques d'obtenció i transformació d'aquests materials)
- La microelectrònica (des de l'obtenció del silici monocristal·lí fins a l'ordinador)
- Els instruments musicals
- La història del Museu
- El paper (història i producció amb experiments)
- La farmàcia (exposició sobre les reaccions bioquímiques en el cos humà)
- La física (diversos experiments sobre les bases d'aquesta ciència)
- Un Planetari
- La tècnica espacial
- La navegació (amb models dels primers vaixells fins als navilis més moderns; crida l'atenció un submarí que pot ser visitat i un vaixell del salvament marítim alemany)
- La tècnica dels corrents forts elèctrics (amb la demostració d'una gàbia de Faraday)
- Joguines tècniques
- Tècniques de la telecomunicació
- La tècnica tèxtil
- La construcció de túnels (les diverses tècniques emprades amb models)
- El medi ambient
- La construcció hidràulica
- Els instruments científics
- Instruments de mesurament del temps

## Altres instal·lacions

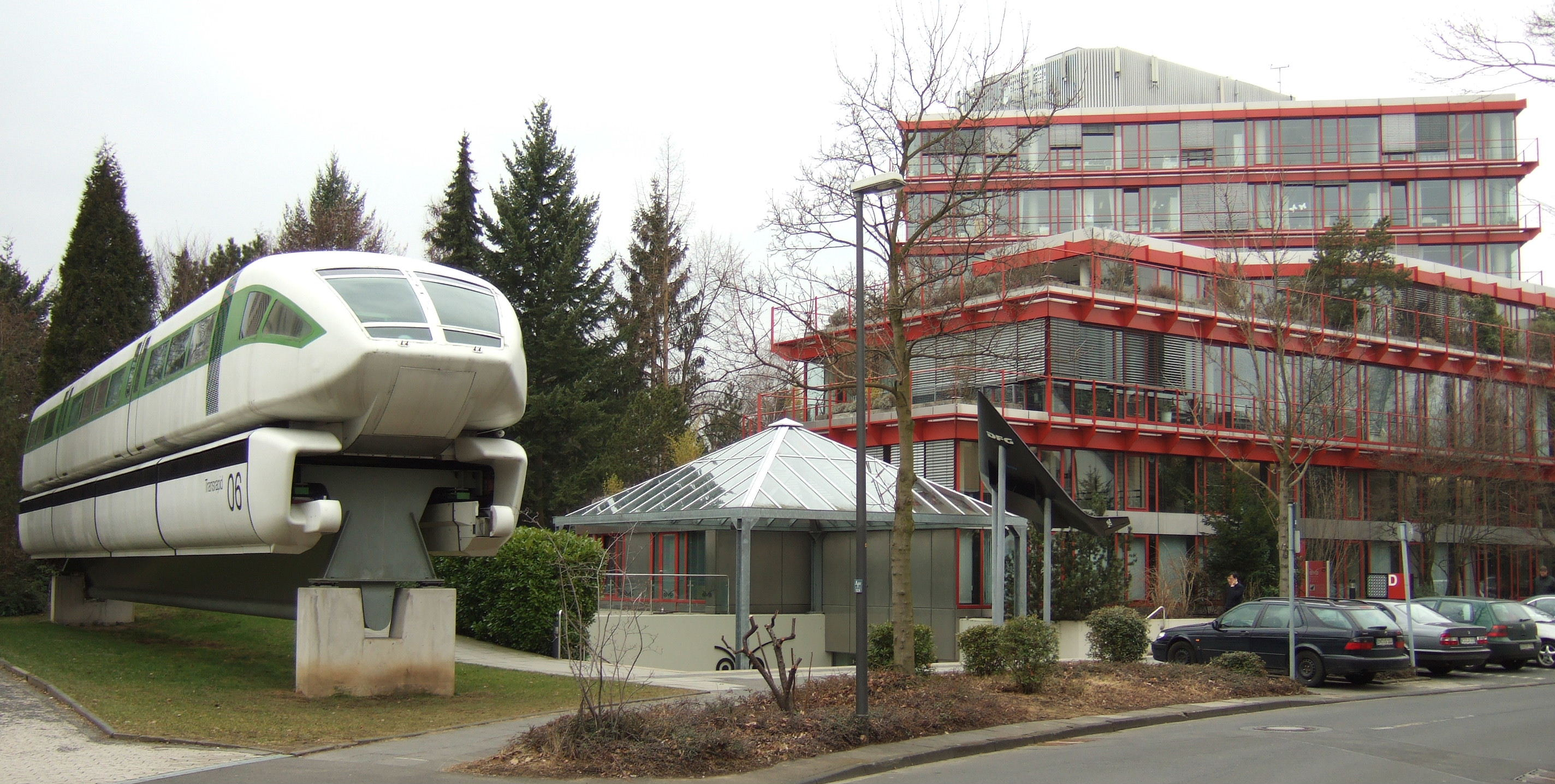
Imatge del Deutsches Museum a Bonn. A l'esquerra es pot observar el Transrapid

Centre de transport:  situada a la mateixa ciutat (Theresienhole 14a, 80339 Múnic), posseeix una col·lecció única sobre el transport terrestre.
Drassanes Aeronàutiques:  en la planta d'aeronàutica de Schleissheim (Effnerstr. 18, 85764 Oberschleissheim) es mostren avions, helicòpters, motors de propulsió simuladors i exposicions selectes de la història de l'aeronàutica i astronàutica. Aquesta instal·lació es troba a 13 km de Múnic, prop dels castells de Schleissheim.
Deutsches Museum (Bonn):  situada a la ciutat de Bonn (Ahrstr. 45, 53175 Bonn), presenta cent peces mestres de la tècnica i investigació a Alemanya posteriors a 1945.